# Gamboa (Rio de Janeiro)
A Gamboa é um bairro da Zona Central do município do Rio de Janeiro, no Brasil. Localiza-se na Zona Portuária. É dotado de comércio, de indústrias e de residências de classe média baixa. A palavra "gamboa" significa tanto "marmelo" quanto um remanso no leito dos rios, dando a impressão de um lago. O segundo sentido do termo se assemelha ao aspecto físico do bairro, que se localiza numa zona de águas mais calmas da Baía de Guanabara.
Seu IDH, no ano 2000, era de 0,792, o 97º melhor do município do Rio de Janeiro.

## História
Entre o final do século XVIII e boa parte do século XIX, a Gamboa foi um arrabalde aprazível e pitoresco, escolhido pela aristocracia e por endinheirados do Rio de Janeiro como local para suas chácaras e palacetes. Próximo ao mar, reclinado sobre uma suave colina, a Gamboa serviu de residência para, entre outros, o futuro Visconde de Mauá. Era também o bairro favorito dos grandes negocistas ingleses estabelecidos na capital do Império do Brasil. A proximidade com o Centro e com o porto era um fator de comodidade, portanto valorizado. A Gamboa também foi o local escolhido para receber o Cemitério dos Ingleses, uma das mais antigas necrópoles do Brasil.
A partir do final do século XIX, a Gamboa foi perdendo seu status, quando a aristocracia passou a ocupar os bairros do Catete, Glória, Flamengo, Botafogo e Laranjeiras, fugindo da proximidade com o porto.
Depois da campanha militar da Guerra de Canudos, em 1897, a Gamboa recebeu os contingentes de soldados que foram lutar na Bahia. Nas encostas do Morro da Providência, nasceu a primeira favela de que se tem notícia. O nome "favela" provinha de um morro da Bahia que, segundo seus novos moradores, era muito semelhante ao Morro da Providência.
Como bairro propriamente dito, a Gamboa nasceu oficialmente por meio de um Decreto Municipal de Criação do então prefeito Marcos Tamoyo, no ano de 1981, tendo sido oriundo do bairro da Saúde, com o intuito de aumentar o desenvolvimento socioeconômico da Zona Portuária, o que só começou a ocorrer a partir do início do século XXI.
No princípio do século XX, as obras de aterramento e de saneamento do Porto do Rio de Janeiro afastaram a Gamboa do mar. No bairro, foi construído o primeiro túnel urbano do Rio de Janeiro, obra que foi marco na engenharia e na arquitetura da cidade: o Túnel João Ricardo. Da mesma forma, o bairro era cortado pelo Elevado da Perimetral, via expressa que ligava a Avenida Brasil, na Zona Norte, ao Centro do Rio de Janeiro.

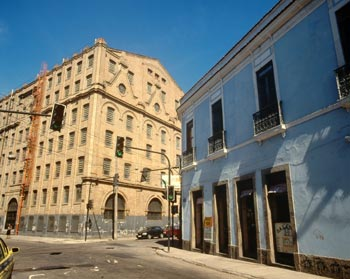
Moinho Fluminense, construção industrial histórica do bairro da Gamboa.

Com o tempo, o crescimento desordenado foi mergulhando toda a região (que engloba também o bairro da Saúde e do Santo Cristo) em um longo processo de decadência que durou até o início do século XXI, quando, impulsionada pela iniciativa privada, a prefeitura voltou a investir na região portuária, que ganhou a Cidade do Samba, uma Vila Olímpica, o bem-sucedido Condomínio da Gamboa, na Rua Conselheiro Zacarias e que ganhará, em breve, o Aquário Municipal, já licitado, a ser construído num dos Armazéns Gerais ainda abandonados. Alguns armazéns estão, no momento, sendo reformados para abrigar um complexo comercial que deverá estar pronto até a Copa do Mundo de 2014.
A reinvenção da Gamboa deve-se principalmente aos empresários que vêm apostando no local, restaurando seus sobrados históricos, e lá instalando suas empresas. Além disso, a Gamboa vem recebendo a alcunha de "Nova Lapa", com referência ao enorme número de casas de espetáculo e boates que vêm se instalando no bairro, o qual, com a pacificação do Morro da Providência e o aumento dos investimentos governamentais, cresce e evolui a olhos vistos. A Rua Sacadura Cabral, desde o Hospital dos Servidores até a Praça da Harmonia, outrora semimorta, sedia hoje um enorme supermercado e cinco bares, além de uma quantidade grande de empresas prestadoras de serviços que se vieram a juntar ao Moinho Fluminense, maior empresa do bairro e que lá está sediada desde 1887.

## Geografia

### Principais logradouros
- Rua Sacadura Cabral, que liga a Praça da Harmonia à Avenida Rio Branco, no coração do Centro, passando pelo Hospital dos Servidores do Estado e pelo Quinto Batalhão da Polícia Militar, eminentemente de uso comercial;
- Avenida Venezuela, larga pista com mão contrária à Sacadura Cabral, que margeia alguns dos maiores Galpões do Rio de Janeiro, e que passa por dentro do Complexo Moinho Fluminense, eminentemente de uso industrial. Lá ficava o "Maracanã dos Auditórios", em que a Rádio Tupi fazia grandes shows;
- Rua do Livramento, logradouro que começa na Avenida Venezuela e vai até o Santo Cristo, passando pela sede dos Diários Associados;
- Rua da Gamboa, rua de pequeno comércio, perpendicular à Sacadura Cabral, que a partir de certo ponto tem diversas residências;
- Rua Pedro Ernesto, outro logradouro de grande importância com grande número de Gráficas e Tipografias, além de residências;
- Avenida Rodrigues Alves, passa embaixo do Elevado da Perimetral, atravessando toda a Zona Portuária e chegando até a Praça Mauá;
- Praça da Harmonia, onde fica o Batalhão da Polícia Militar e o Moinho Fluminense, localiza-se entre a Rua Pedro Ernesto e a estreita Rua do Propósito. No local, antigamente, existia o Mercado da Harmonia, que deu lugar a uma praça urbanizada, com brinquedos, jardins e bancos onde os moradores idosos por vezes se reúnem para partidas de jogo de damas. A praça é margeada por várias construções históricas, e é das maiores de todo o bairro.

## Caraterísticas socioeconômicas e geográficas

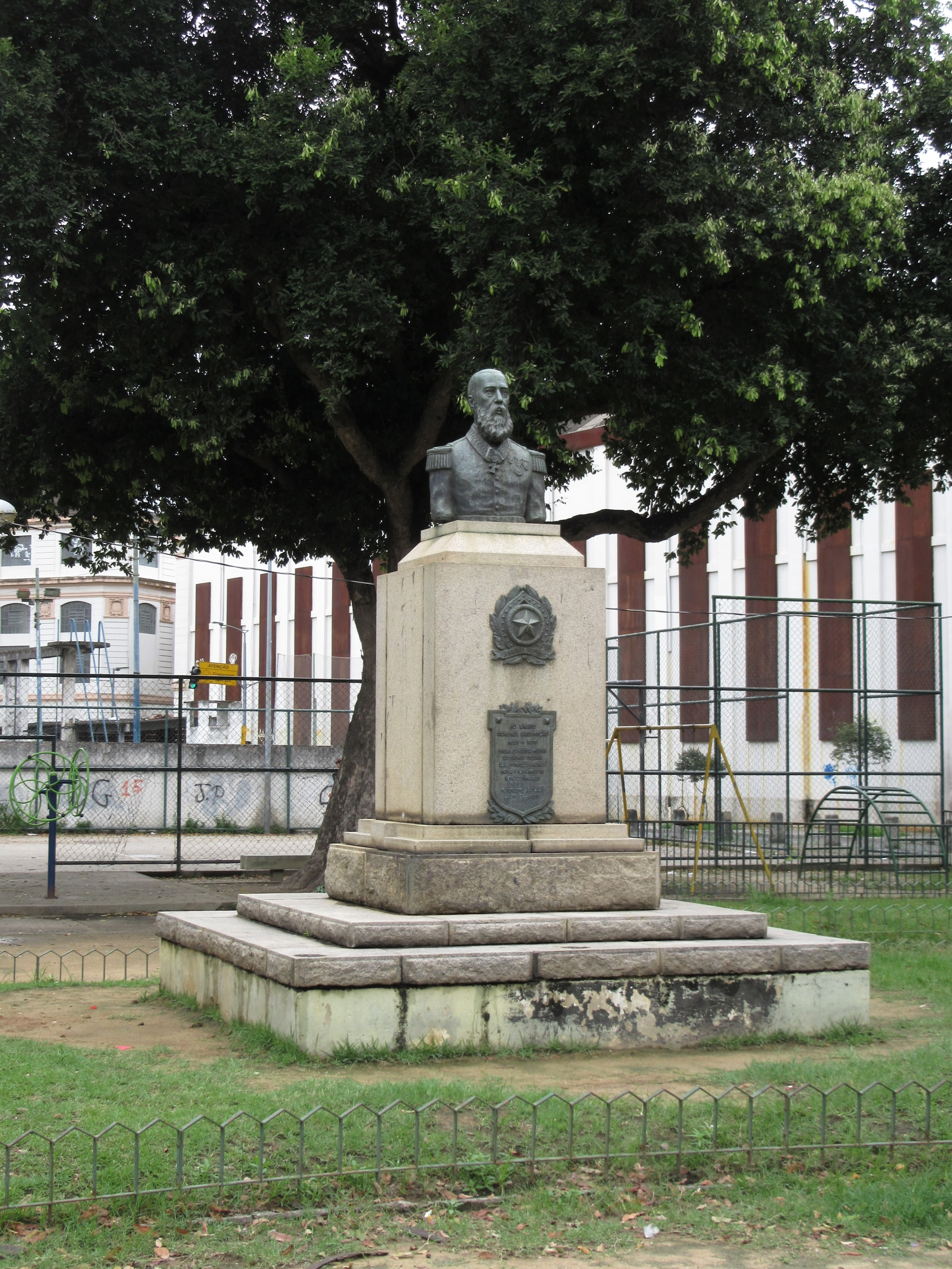
Busto do Coronel Assunção na Praça da Harmonia.

- Expectativa de Vida Média (Homens e Mulheres): 72,5 Anos (2000)

Trata-se de uma região repleta de casarões e sobrados históricos com até 250 anos de idade, inúmeros galpões comerciais de depósitos de materiais, com destaque para algumas grandes empresas, como é o caso da Bunge S.A., da Joalheria H. Stern, Companhia Docas do Rio de Janeiro, INPI, Editora Rovelle e do Hospital dos Servidores do Estado e dos Diários Associados. A região vem sofrendo intervenções pontuais que fazem parte de um grande processo de revitalização, à semelhança do que vem ocorrendo na Lapa, outro ponto antigo da cidade.
Destaca-se a existência de grande e importante acervo artístico, cultural e arquitetônico, muitas vezes desconhecido pelo grande público, como:
- Cemitério dos Ingleses (Tombado)
- Instituto Metodista de Ação Social (Tombado)
- Igreja Evangélica Fluminense (primeira igreja evangélica do Brasil)
- Igreja Católica de Nossa Senhora da Saúde (Tombado)
- Centro Cultural José Bonifácio (Tombado)
- Igreja Católica de Nossa Senhora do Livramento
- Cemitério dos Pretos Novos (Tombado)
- Sociedade Dramática Filhos de Talma (Onde nasceu o clube Vasco da Gama)
- Antiga Escola República da Colômbia (Atual Espaço Cultural Heloneida Studart do Conselho Estadual dos Direitos da Mulher[5])
- Complexo Fabril do Moinho Fluminense S.A.
- Jardins Suspensos do Valongo (Tombado)
- Prédio do Afoxé Filhos de Gandhi-Rio (Tombado)
- Observatório Astronômico do Valongo (Tombado)
- Fortaleza Militar da Conceição (Tombado)
- Praça Coronel Assunção - Praça da Harmonia (Tombado)
- Complexo Residencial do Morro da Providência
- Túnel João Ricardo (Primeiro Túnel Urbano da Cidade)
- Prédio do Jornal do Commercio
- Túnel da Marítima (Túnel do VLT Carioca)
- Entreposto Negreiro e Comercial - Pedra do Sal (Tombado)
- Largo João da Baiana (Tombado)
- Fundação Darcy Vargas - Casa do Pequeno Jornaleiro
- Cidade do Samba Joãozinho Trinta
- Cordão do Prata Preta (bloco carnavalesco fundado em 15/11/2004 e que homenageia o capoeirista Horácio José da Silva - Prata Preta -, um dos líderes populares da Revolta da Vacina, ocorrida em 1904)

## A Gamboa hoje

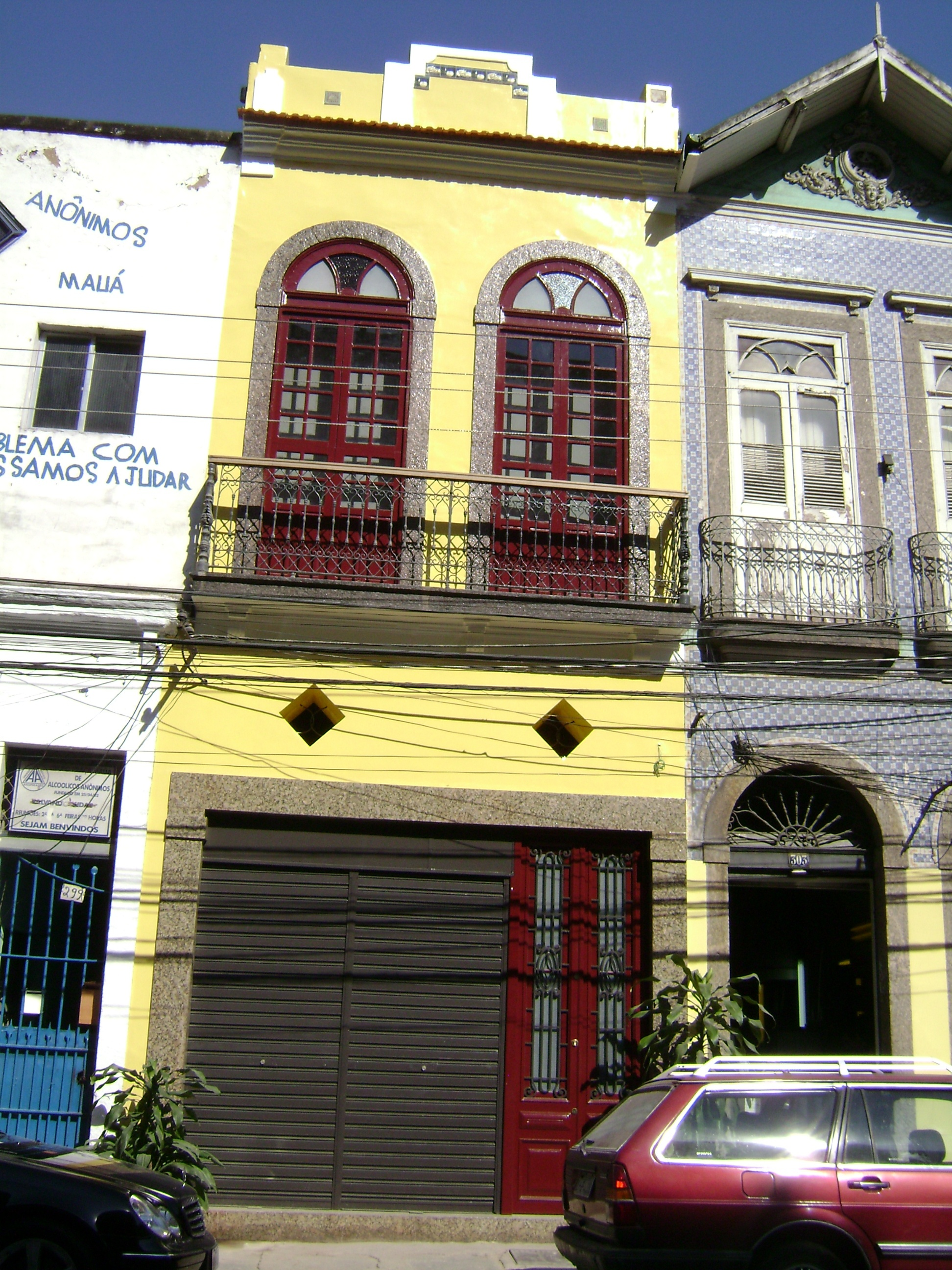
Casário da Rua Sacadura Cabral.

O Projeto Porto Maravilha, que está sendo realizado pela Prefeitura Municipal do Rio de Janeiro, Governo Federal e Governo do Estado do Rio de Janeiro, e CDURP terá investimentos já disponibilizados da ordem de R$ 7.600 000 000,00 (sete bilhões e seiscentos mil) reais ao longo dos próximos quinze anos, nos bairros da Saúde, Gamboa e Santo Cristo.  Trata-se de uma megaprojeto de reordenamento urbanístico e socioeconômico, que trará grandes obras de infraestrutura básica, imobiliária residencial e comercial, com uma grande disponibilidade para as atividades de turismo, serviços e investimentos diversos e atividades culturais. O bairro da Gamboa possui, segundo o censo da Prefeitura do Rio no ano 2000, 10 490 moradores residentes. A AMAGA- Associação de Moradores e Amigos do Bairro da Gamboa e adjacências, fundada no dia 19 de Junho de 1999, traz uma proposta de parceria para melhorias sociais, a todos os moradores, tais como: Escola de Ensino Fundamental, Escola Politécnica e Creche Municipal, assim como uma Clínica Municipal de Família para atender aos moradores.
Há alguns anos, rompendo com a decadência da região, a Prefeitura Municipal do Rio de Janeiro construiu, em terrenos adquiridos da antiga Rede Ferroviária Federal, a Cidade do Samba e a Vila Olímpica da Gamboa, investimentos estes acompanhados pela iniciativa privada, que vem fazendo com que a região reaja cada vez mais, com a inauguração de estabelecimentos comerciais e novas empresas que trazem mais investimentos para o bairro, restaurando, inclusive, sobrados e casarões que se destacam no panorama da região. A Gamboa faz parte do Corredor Cultural, legislação municipal que impulsiona o investimento dos proprietários na renovação e reforma de seus imóveis, objetivando a isenção de impostos prediais. Os moradores da Gamboa vêm chamando este momento de "renascimento " do bairro.
A Gamboa é um prolongamento natural do centro econômico-financeiro da cidade e representa a direção na qual os investimentos estão sendo aplicados. Edifícios como o da outrora Pujante Frota Oceânica e Amazônica estão em vias de serem comercializados e colocados novamente em funcionamento. A Gamboa é hoje considerada uma região em franca ascensão, fruto também da aposta de vários comerciantes que lá se estabeleceram nos últimos anos e o Poder Público vem cada vez mais melhorando a Zona Portuária, com projetos que visam ao seu crescimento e expansão. A retomada da parte turística do Porto do Rio de Janeiro tem gerado grande movimento e atraído investimentos para o local, com a chegada de transatlânticos que aportam no bairro, causando a chegada de milhares de turistas de todo o mundo anualmente, através do cais da Gamboa.
Além disso, a revitalização da Gamboa vem causando um efervescer cultural, com a abertura de galerias de arte e a realização de eventos sociais e culturais na Zona Portuária. Os velhos armazéns vêm sendo reformados e sediando eventos noturnos como festas rave e exposições de arte contemporânea.
Segundo matéria do jornalista Ancelmo Gois no jornal O Globo de 15 de junho de 2008, há um projeto de transformar em shopping center as mega instalações do Moinho Fluminense, que fica na Rua Sacadura Cabral na altura do número 305, entre a Rua do Livramento e a Rua da Gamboa.

## Cultura

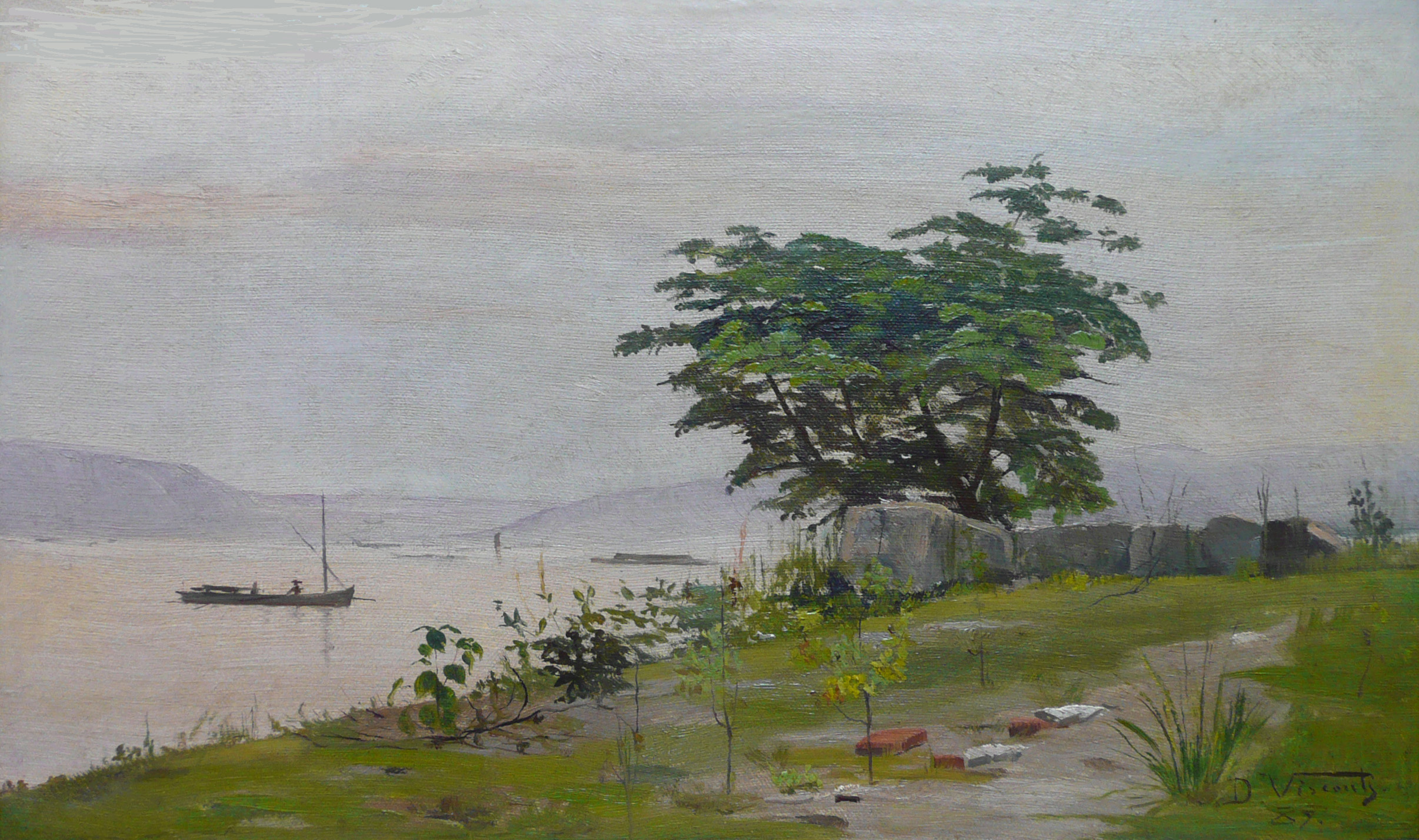
Vista da Gamboa, Eliseu Visconti (1889).

Destacamos que a Prefeitura do Rio de Janeiro, CDURP-Companhia de Desenvolvimento Urbano da Regiao do Porto do Rio de Janeiro, estão investindo no resgate artístico e cultural dos bairros da Saude, Gamboa e Santo Cristo; atraves da CDURP CULTURAL. Com apoio e patrocínio da CDURP, foi também liberado o valor de R$3.205.000,00 (três milhões, duzentos e cinco mil reais), para obras e reformas do Centro Cultural Jose Bonifacio, no bairro da Gamboa.  A CDURP tambem esta apoiando o resgate do prédio da Sociedade Dramática Theatral Filhos de Thalma; importante pela sua história social dentro da região.
Atendendo uma solicitação da AMAGA (Associação de Moradores do Bairro da Gamboa e Adjacências), foram realizadas obras e reformas na Praça Coronel Assunção, com a instalação da Academia de Ginástica da Terceira Idade.
Merecem destaque no roteiro de qualquer turista as fachadas do casario dos séculos XVIII e XIX, com exemplares de azulejaria portuguesa e serralheria francesa e o Cemitério dos Ingleses, com belos exemplares de arte escultórica, sem contar a maior preciosidade arquitetônica de carácter industrial da cidade, que é o Moinho Fluminense, o qual ocupa três quarteirões do bairro com sua construção em estilo eclético, de fachadas vitoriana e neoclássica. Da mesma forma, o Largo de São Francisco da Prainha, a Praça da Harmonia e o Quinto Batalhão da Polícia Militar.
Cabe ressaltar que o carnaval de rua da região portuária vem sendo revitalizado e começa a atrair milhares de foliões graças a iniciativa de blocos como Escravos da Mauá (Largo de São Francisco da Prainha), Cordão do Prata Preta (Praça da Harmonia), Pinto Sarado (Morro do Pinto), entre outros.